# C&Oプロダクション
C&Oプロダクションは日本の芸能事務所。主に俳優、声優のマネージメントを手掛けている。
C&Oアクターズスタジオと言う付属俳優（声優）養成所がある。
所長は千葉繁。

## 所属俳優・声優

### 男性
- 阿部博吉
- 小島遊園地
- このや朗
- ちゃむらい
- 田辺鶴遊（業務提携）
- 前田淳（業務提携）
- 阿部博吉
- 板垣信二
- 片山隼
- 吉楽厚志
- 五月一六雨
- 松田秀太郎
- 万条一致

### 女性
- 宝井一凜（業務提携）
- 港家小ゆき（業務提携）
- 赤松由梨
- 梓友笑
- 十壱好実
- 水谷りぼん
- 横川明代

### ジュニア（男性）
- 阿部公平
- 伊藤新
- 伊東一人
- 金子篤
- 木戸未来
- 草野貴博
- 新林祐大
- 鈴木龍哉
- 高添達哉
- 竹中和泉
- 田邉優人
- 野村大地
- 橋本惠太
- 藤原翔大
- 古川雄康
- 松尾佳樹
- 宮田竜次
- 山下哲平
- 山本翔平

### ジュニア（女性）
- 愛仁
- 秋元紗織
- 樹ひな
- 紳堂愛葵
- 髙見佳乃子
- 竹井ゆい
- 田辺理紗
- 蓮丘煉
- 遥ありす
- 水見純
- 桃瀬あやみ
- 優和

## 過去に所属していた俳優・声優

### 男性
- 小田純也
- けいたろう
- 谷口号!
- つのだ☆ひろ（業務提携）
- 春山大輔
- 蛭川将旨
- 藤木義勝
- 福地教光（業務提携）
- 横山ぜうす
- わたなべよしき
- チャパ・R・田中

### 女性
- あかいとまと
- 茶乃
- ひめの美琴
- 藤屋裕子
- 飯田問
- 桜月ヒトミ
- 高瀬春奈(業務提携)
- 依田夏生
- 里咲芽生（現所属：キャトルステラ）
- 田仲美登里（現所属：VOICEプロ アルカンシェル（アクターズスタジオ アクトゥリス（Acturis）事業部））